# Fernand Lioré
Fernand Jules Lioré, né le 5 août 1874 à Paris et mort le 21 juin 1966 à Paris, est un ingénieur aéronautique français, polytechnicien, cofondateur avec Henri Olivier de la firme aéronautique Lioré et Olivier.

## Distinctions
- Commandeur de la Légion d'honneur